# Sminthurides pumilus
Sminthurides pumilus är en urinsektsart som först beskrevs av Krausbauer 1898.  Sminthurides pumilus ingår i släktet Sminthurides och familjen Sminthurididae. Inga underarter finns listade i Catalogue of Life.